# 푸자 우마샨카르
푸자 우마샨카르(싱할라어: පූජා උමාශංකර්, 영어: Pooja Umashankar, 1981년 6월 25일 ~ )는 인도, 스리랑카의 배우로, 짧게 푸자(Pooja)로 주로 불렸다.